# Karlovarský tunel
Karovarský tunel je železniční tunel na katastrálním území Bohatice, část města Karlovy Vary, na úseku železniční trati Karlovy Vary – Johanngeorgenstadt mezi stanicemi Karlovy Vary a Karlovy Vary dolní nádraží v km 1,088–1,169.

## Historie
Koncese na výstavbu železniční trati byla udělena v roce 1895. Její výstavba začala v roce 1897. Jako první byl budován úsek Karlovy Vary dolní nádraží – Stará Role – Nová Role, který navazoval na místní dráhu z roku 1881. Na něj navazovalo prodloužení z Nejdku do Horní Blatné (dokončen 28. listopadu 1898) a z Horní Blatné do Johanngeorgenstadtu (dokončen 1. dubna 1899), města ležícího již v Sasku. Provoz byl na trati oficiálně zahájen 15. května 1899.
Na trati dlouhé 47,2 km je sedmnáct železničních stanic a zastávek a čtyři tunely: Karlovarský, Nejdecký, Vysokopecký a Novohamerský.
V letech 2017 a 2018 byla trať rekonstruována.

## Popis
Jednokolejný tunel (původně pro dvě koleje) byl postaven pro železniční trať Karlovy Vary – Johanngeorgenstadt mezi stanicemi Karlovy Vary a Karlovy Vary dolní nádraží v roce 1897 (v první etapě výstavby) a byl dán do provozu v roce 1899. Byl proražen přes skalnatý výběžek nad řekou Ohří v pravotočivém oblouku a mírném sklonu. Tunelová trouba má kamennou vyzdívku a původní kamenné portály. Na každé straně uvnitř tunelu je po jednom záchranném výklenku.
Tunel leží v nadmořské výšce 375 m a je dlouhý 81,40 m.

## Galerie

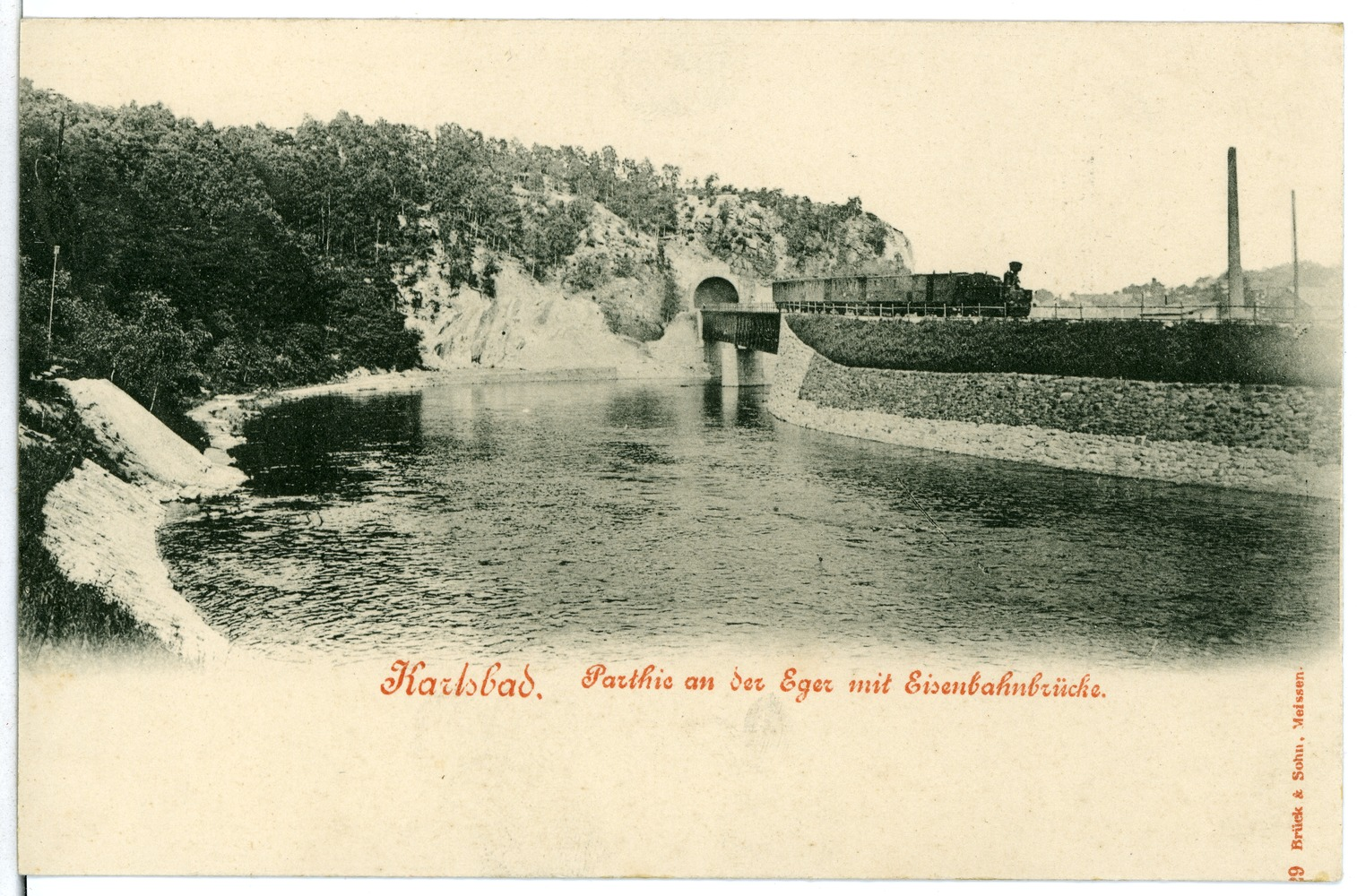
Rok 1901
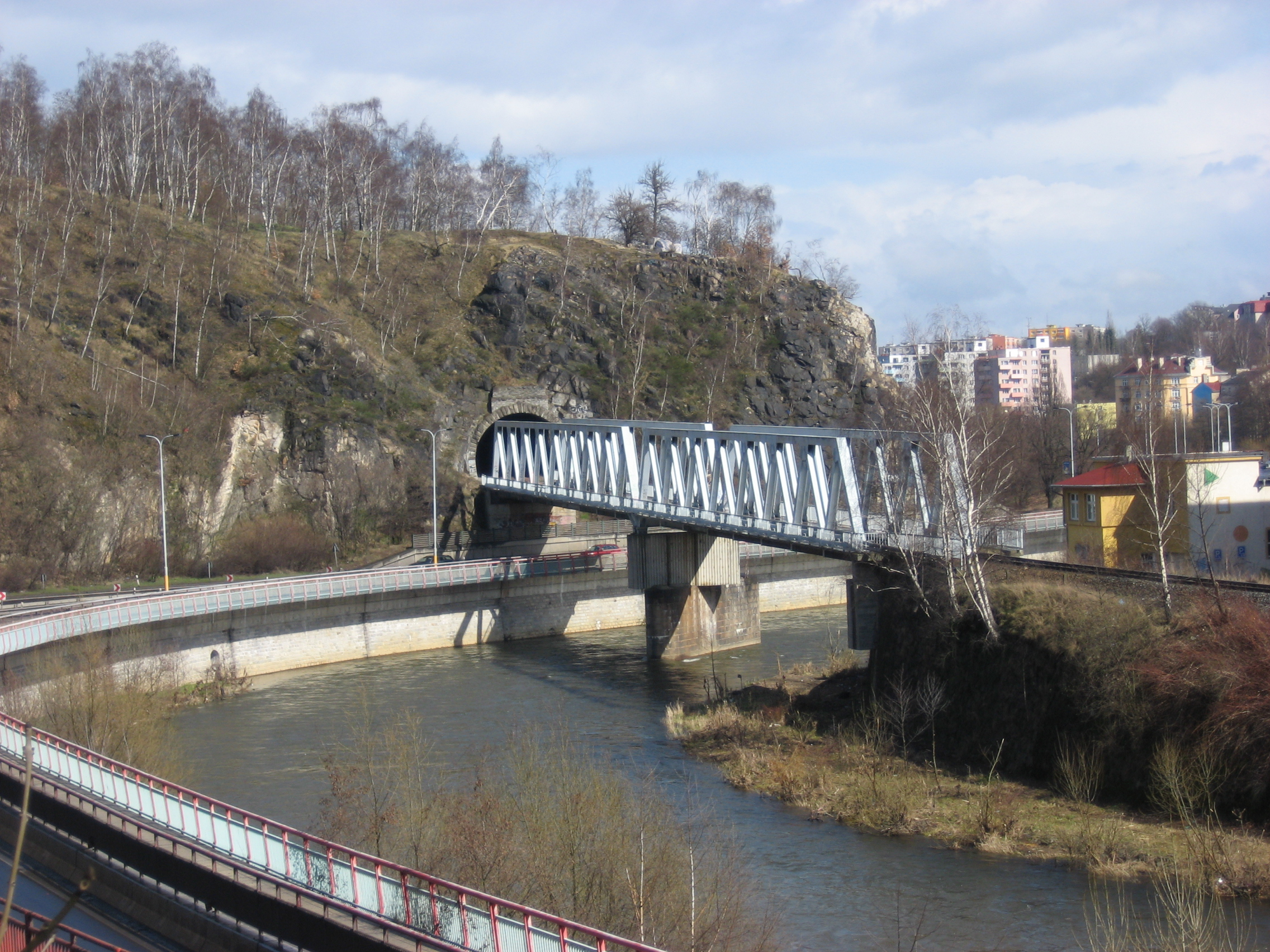
Rok 2006